# میسون (نوادا)
میسون (به انگلیسی: Mason) یک منطقهٔ مسکونی در ایالات متحده آمریکا است که در شهرستان لایون، نوادا واقع شده‌است. میسون ۱٬۳۴۹٫۹۸ متر بالاتر از سطح دریا واقع شده‌است.